# Metamya chrysonota
Metamya chrysonota là một loài bướm đêm thuộc phân họ Arctiinae, họ Erebidae.